# László Papp
László Papp (Budapest; 25 de marzo de 1926 - ibídem, 16 de octubre de 2003) fue un atleta y entrenador pugilístico húngaro que se desempeñó en el boxeo, como boxeador llegó a ganar tres medallas de oro olímpicas consecutivas, siendo el primero en la historia de los Juegos Olímpicos en conseguirlo.

## Biografía

### Amateur
Papp fue campeón olímpico en tres ocasiones, en los pesos medios en Londres en 1948 y en los pesos superwelter en Helsinki en 1952 y en Melbourne en 1956. Además fue campeón de Europa de los pesos medios en 1949 en Oslo y de los pesos superwelter en 1951 en Milán. Consiguió un total de 55 nocauts en el primer asalto.
Londres 1948
- Derrotó a Valfrid Resko (Finlandia) KO 2
- Derrotó a Jean Welter (Luxemburgo) KO 1
- Derrotó a Auguste Cavignac (Bélgica) KO 1
- Derrotó a Ivano Fontana (Italia) 3-0
- Derrotó a John Wright (Inglaterra) 3-0

Helsinki 1952
- Derrotó a Spider Webb (Estados Unidos) KO 2
- Derrotó a Charlie Chase (Canadá) KO 2
- Derrotó a Petar Stankoff Spassoff (Bulgaria) 3-0
- Derrotó a Eladio Oscar Herrera (Argentina) 3-0
- Derrotó a Theunis Jacobus van Schalkwyk (Sudáfrica) 3-0

Melbourne 1956
- Derrotó a Alberto Sáenz (Argentina) KO 3
- Derrotó a Zbigniew Pietrzykowski (Polonia) 3-0
- Derrotó a José Torres (Estados Unidos) 2-1

Además ganó la medalla dorada en el Campeonato Europeo de Oslo 1949 y Milán 1951.

## Profesional
Papp comenzó su carrera profesional en 1957 e inmediatamente comenzó a subir en la clasificación de los pesos medios. Sin embargo, Hungría era un país comunista en el que no estaba permitido el boxeo profesional por lo que tuvo que viajar hasta Viena en Austria para poder entrenarse.
A pesar de la desventaja ganó a varios boxeadores de la parte alta de la clasificación como Tiger Jones y Chris Christensen. En 1964, después de que Papp firmara para pelear por el título mundial, el líder húngaro comunista le prohibió el visado de salida debido al resentimiento que sentía contra él por el éxito que había logrado. 
No fue derrotado en el cuadrilátero y consiguió 27 victorias, dos empates, ganando en 15 ocasiones por nocaut.

### Entrenador
Después de retirarse, trabajó como entrenador, en 1969 fue llamado a ser el entrenador de la selección nacional, cargo que ejerció hasta su retiro una vez finalizadas las Olímpiadas de Barcelona 1992. En sus primeras Olímpiadas, Múnich 1972 su boxeador György Gedó ganó la medalla de oro en peso minimosca, éste fue su único campeón.

## Premios
- En 2001, Papp fue incluido en el Salón Internacional de la Fama del Boxeo.
- En 1989, el presidente del Consejo Mundial de Boxeo, José Sulaiman le otorgó a Papp el premio al "Mejor boxeador aficionado y profesional de todos los tiempos".